# Van Karnebeek

Van Karnebeek is een uit Vreden afkomstig geslacht waarvan leden sinds 1847 tot de Nederlandse adel behoren.

## Geschiedenis

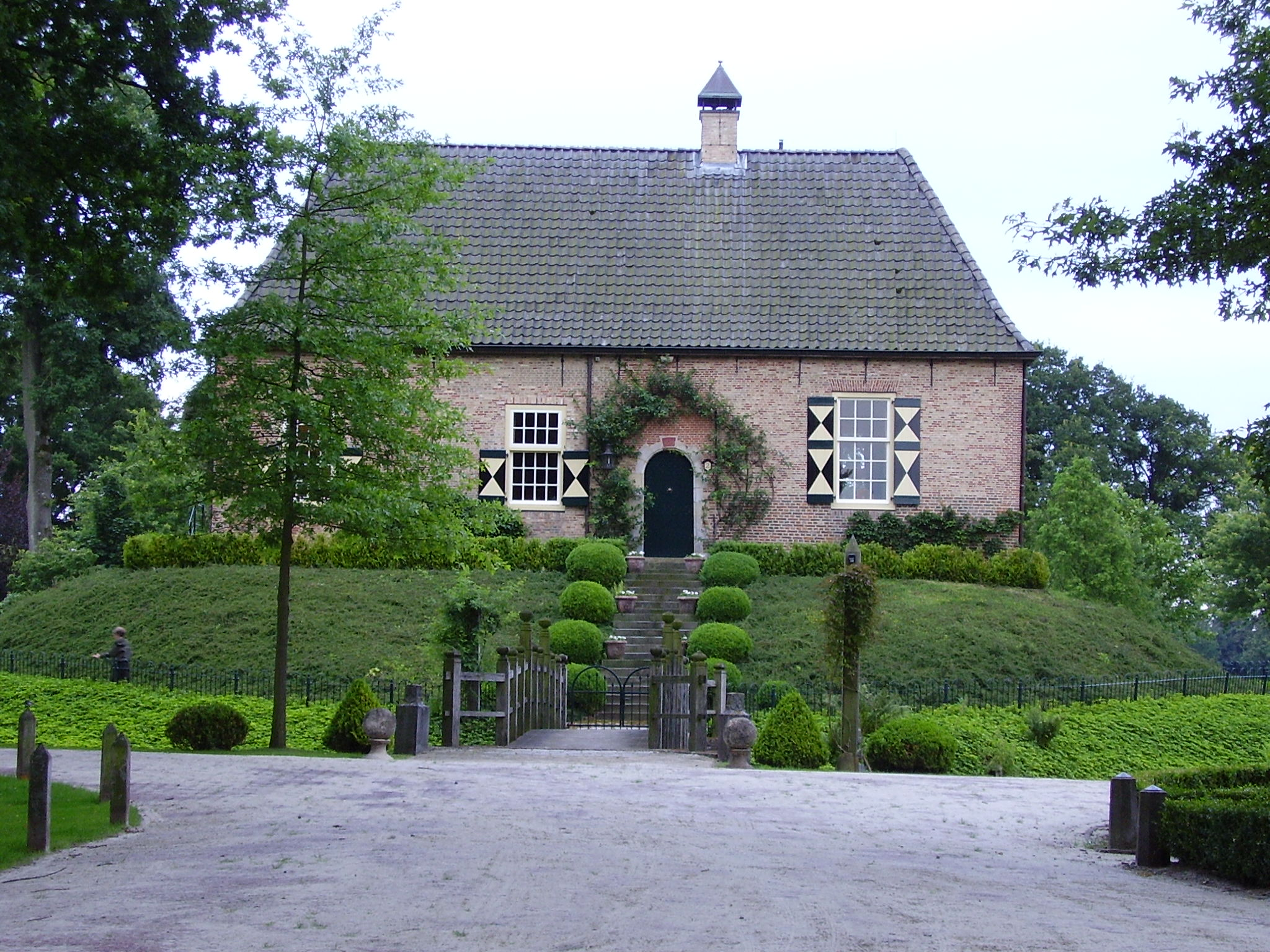
Het slot De Eese

De stamreeks begint met Johan von Kernebeke die het goed Volckerinck onder Ammeloe in het kerspel Vreden bezat en tussen 1423 en 1446 vermeld wordt. Een nazaat van hem, Jan van Karnebeek (1655-1727) werd zijdekoopman te Amsterdam en de stamvader van de Nederlandse tak. Een nazaat van die laatste, Herman Adriaan Van Karnebeek (1797-1874), werd viceadmiraal en bij Koninklijk Besluit van 6 december 1847 verheven in de Nederlandse adel.
De familie is sinds 1923 eigenaar van landgoed De Eese.

## Enkele telgen
Jhr. Herman Adriaan Van Karnebeek (1797-1874), viceadmiraal, adjudant van koningen Willem II en III
- Jhr. mr. Abraham Pieter Cornelis van Karnebeek (1836-1925), minister van Buitenlandse Zaken
  - Jhr. mr. dr. Herman Adriaan van Karnebeek (1874-1942), minister van Buitenlandse Zaken
    - Jhr. Herman Adriaan van Karnebeek (1903-1989), voorzitter Nederlands Olympisch Comité
      - Jhr. mr. Jan Derck van Karnebeek (1939), algemeen directeur Nederland Distributieland
        - Jhr. mr. Jan Derck van Karnebeek (1967), bestuursvoorzitter van FrieslandCampina; trouwde met Pien Thijssen, hofdame van Willem-Alexander en Máxima

    - Jhr. mr. Jan Derck van Karnebeek (1905-1991), ambassadeur
    - Jhr. Abraham Pieter Cornelis van Karnebeek (1905-1970), diplomaat
    - Jhr. mr. Maurits Peter Marie van Karnebeek (1908-1985), ambassadeur, directeur-generaal bij de Europese Commissie
      - Jhr. mr. Herman Adriaan van Karnebeek (1938), vicevoorzitter Raad van Bestuur AkzoNobel; trouwde in 1964 met Maria Paulina van Lede (1941), hofdame van koningin Beatrix en koning Willem-Alexander en lid van de familie Van Lede
        - Jhr. mr. Herman Adriaan van Karnebeek (1965), sinds 2016 zakelijk directeur van de Kunsthal Rotterdam en daarna van Theater Rotterdam